# Bond Street (tunnelbanestation)
Bond Street är en tunnelbanestation i Londons tunnelbana, mellan stationerna Marble Arch och Oxford Circus. Den ligger på Oxford Street, nära korsningen med New Bond Street. 1900 öppnades stationen på Central line samt 1979 även på Jubilee line. 2022 öppnade Elizabeth line, en anslutande underjordisk pendeltågslinje. 

## Bilder

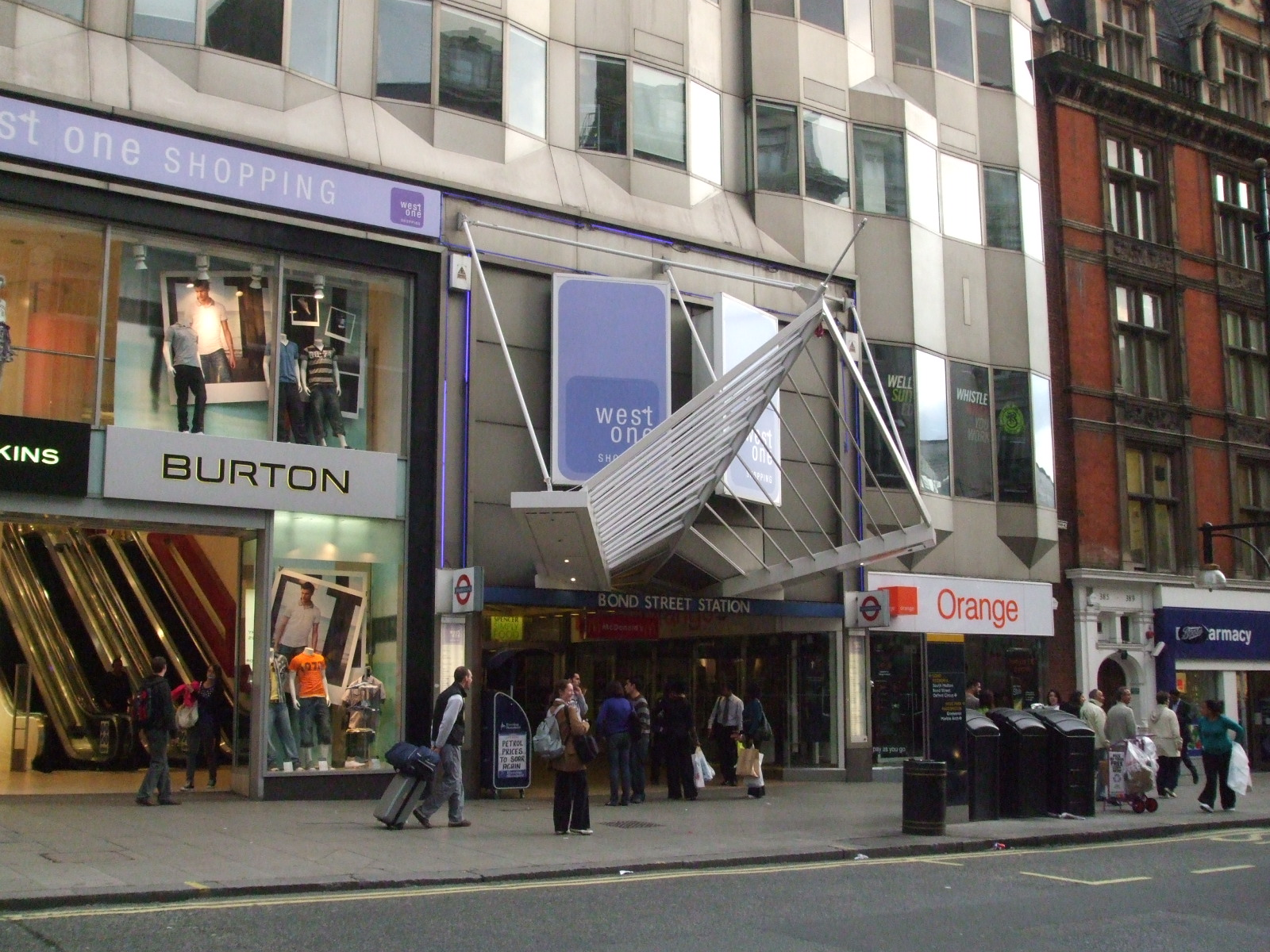
Entré
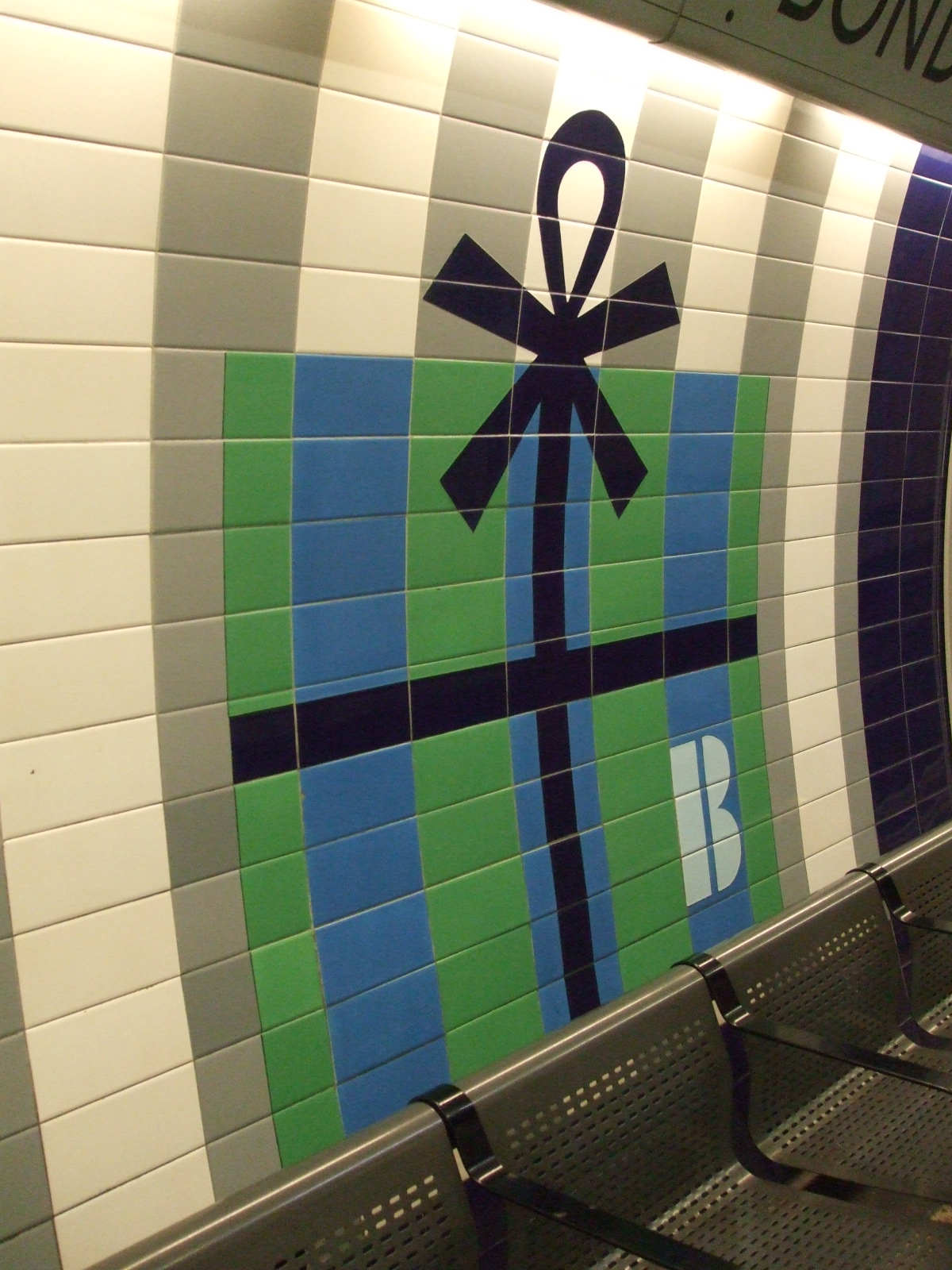
Jubilee line
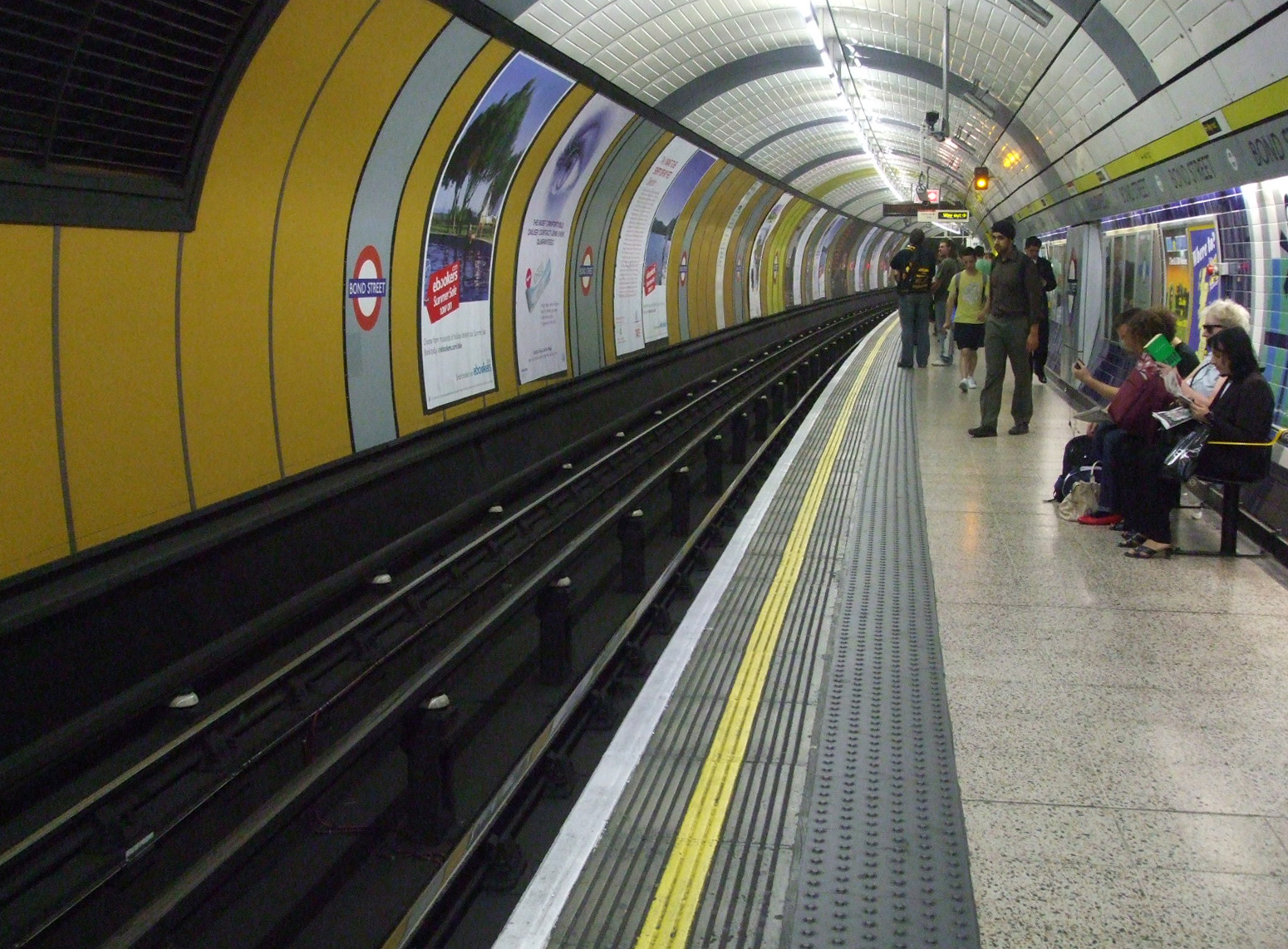
Jubilee line
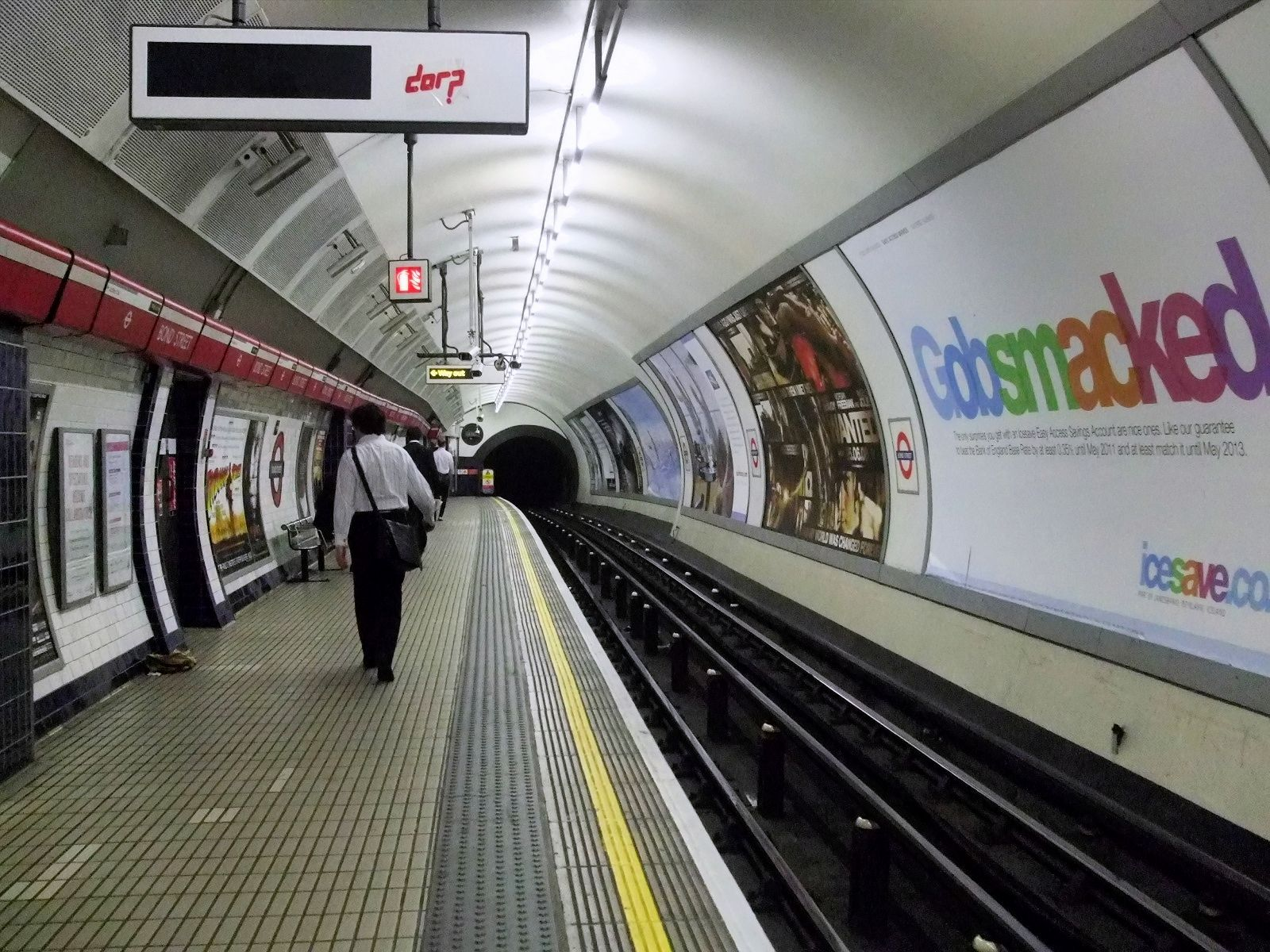
Central line
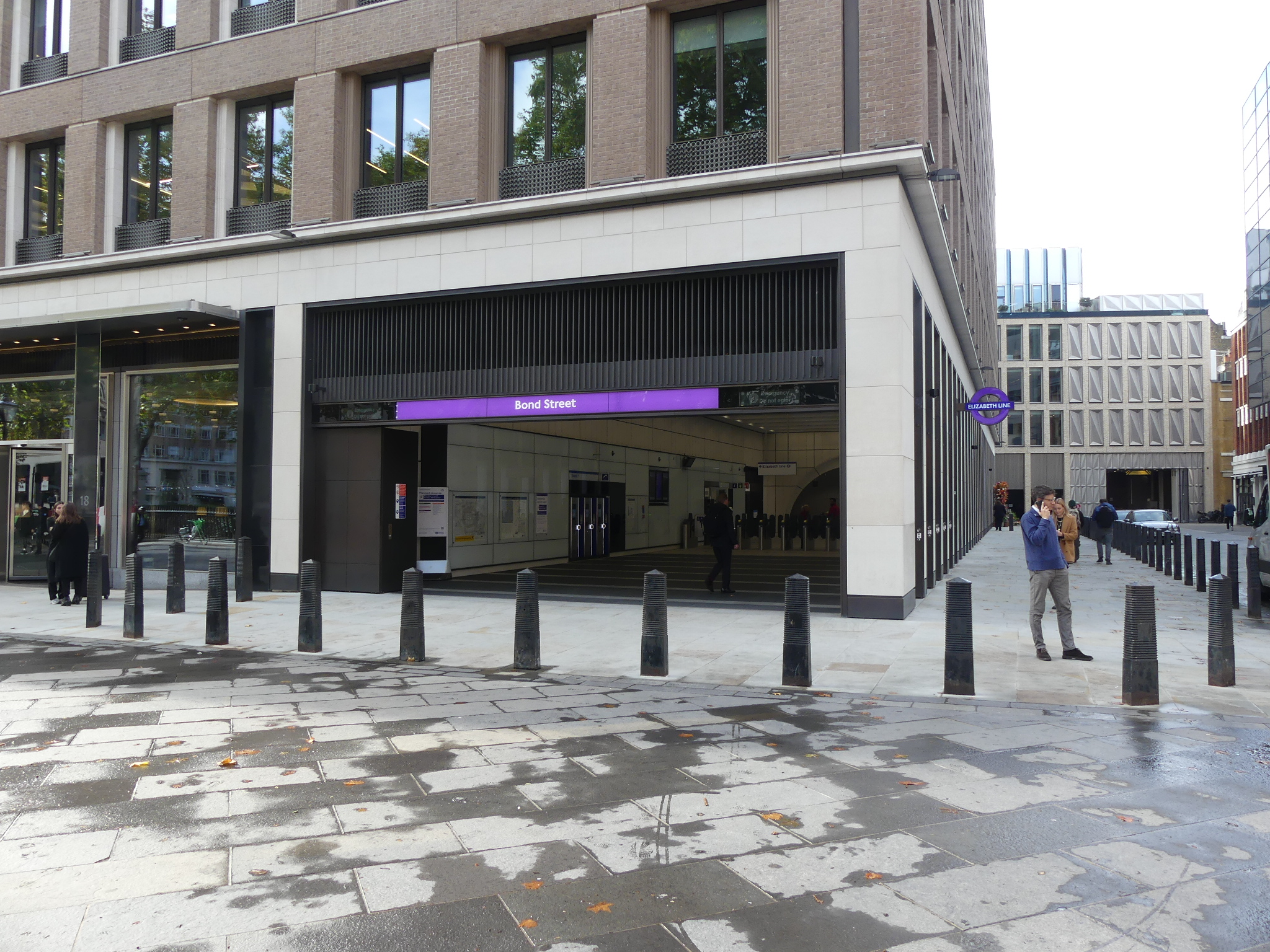
Entré till Elizabeth line
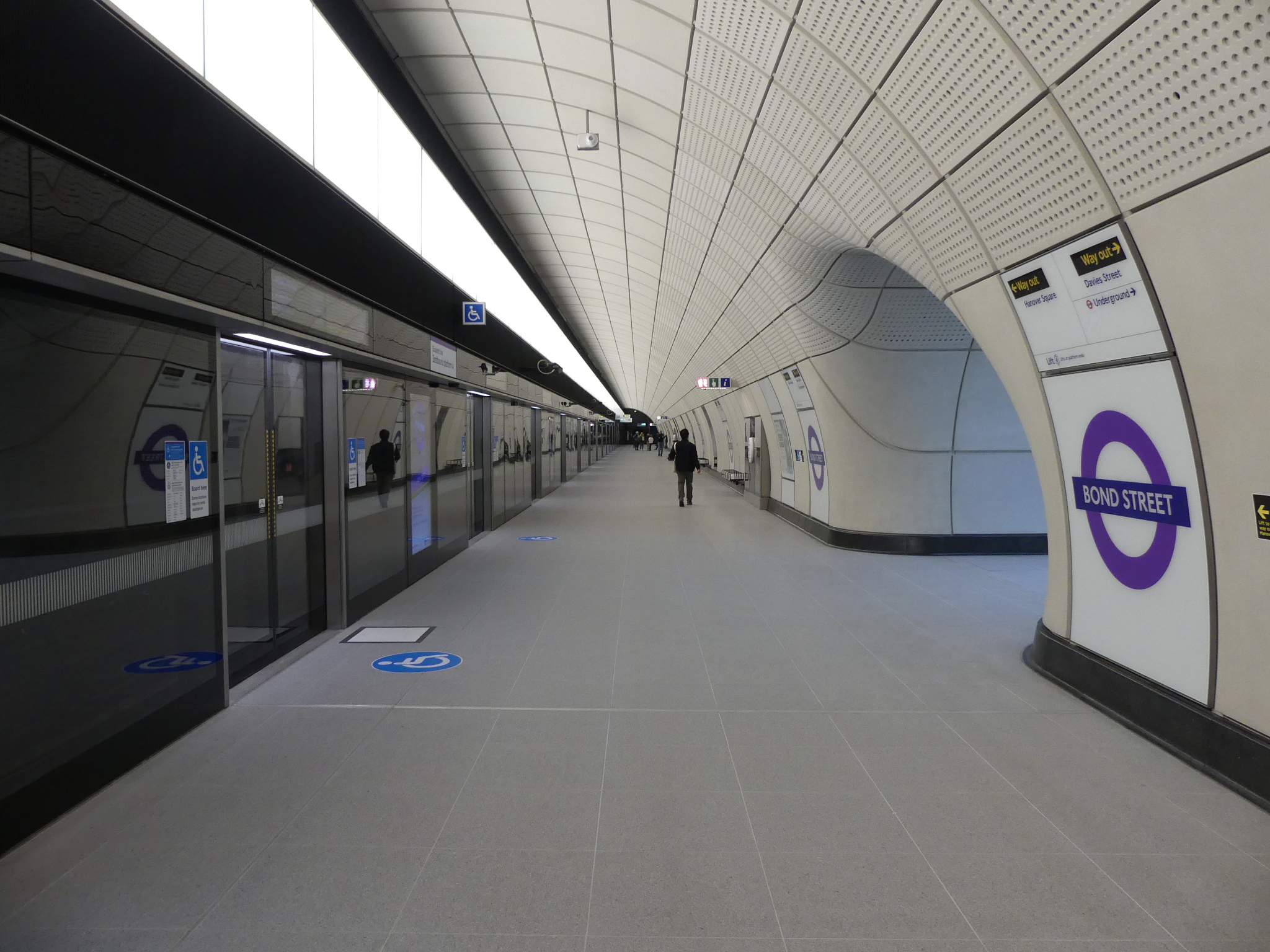
Pendeltågslinjen Elizabeth line